# 岩手県道123号花巻温泉郷線
岩手県道123号花巻温泉郷線（いわてけんどう123ごう はなまきおんせんきょうせん）は、岩手県花巻市を通っていたかつて存在した一般県道である。

## 概要
2015年3月31日付で岩手県道123号としては廃止となり、同時に廃止となった岩手県道116号花巻停車場線と合わせて全線が岩手県道297号花巻停車場花巻温泉郷線の一部となった。

### 路線データ
- 実延長：18.888.1[2]
- 起点：花巻市花巻温泉郷[2]（台温泉中嶋旅館西側、台トンネル西口）北緯39度27分16.8秒 東経141度3分7.8秒
- 終点：花巻市四日町[2]（岩手県道116号花巻停車場線交点）北緯39度24分1.7秒 東経141度7分7.4秒

## 歴史
- 1959年（昭和34年）3月31日 - 県道に認定される[2]。
- 2015年（平成27年）3月31日 - 岩手県道297号花巻停車場花巻温泉郷線へ統合し廃止[1]。

## 路線状況

### 重複区間
- 岩手県道37号花巻平泉線：花巻市湯本第1地割 - 花巻市台第4地割

## 地理

### 交差していた道路
- 岩手県道37号花巻平泉線・国道4号方面（花巻市湯本第1地割）
- 岩手県道37号花巻平泉線・平泉方面（花巻市台第4地割）
- 岩手県道13号盛岡和賀線（花巻市椚ノ目第3地割）
- 岩手県道116号花巻停車場線（花巻市四日町三丁目、終点）